# Jean-Pierre Boucret
Jean-Pierre Boucret   (París, 16 de maig de 1764 - Orleans, 17 d'agost de 1820) fou un gran general de la Revolució Francesa.

## Biografia
Va entrar al servei el 1782 com a simple soldat en el regiment Vivarais, després el 1785 al regiment d'Orleans, fins a l'1 de maig de 1789. El 12 de maig de 1793 es va convertir en capità del sisè batalló de voluntaris de París.
El van fer general de brigada el 30 d'octubre de 1793, i durant el Setge d'Angers lluità sota les ordres del general Thévenet, (anomenat Danican), i llavors l'anomenaren general de divisió el 9 d'abril de 1794 destinant-lo a l'exèrcit d'Occident. En la Revolta de La Vendée, va comandar una de les columnes infernals.
El juny de 1795, va comandar Belle-Île-en-Mer i va rebutjar una companyia britànica durant l'expedició de Quiberon. El 14 de gener de 1796, va comandar la 16a divisió militar, després va servir a l'exèrcit del nord, abans de ser reformada el 3 de març de 1797.
El 13 de maig de 1800 va ser nomenat membre del consell d'administració dels hospitals militars de l'Exèrcit d'Itàlia fins al 23 de setembre de 1801 que van ser abandonats.
Va morir el 17 d'agost de 1820, a Orléans.